# 최형직 (1895년)
최형직(崔炯稷, 일본식 이름: 高山炯稷다카야마 고쇼쿠, 高山文一다카야마 후미히토, 1895년 9월 13일 ~ 1975년 3월 12일)은 일제강점기의 관료로, 본적은 강원도 강릉시 주문진읍이다.

## 생애
1915년 경성법률전수학교를 졸업했으며 1919년 강원도 양구군 판임관 견습, 1920년 강원도 양구군 서기로 근무했다. 1921년부터 1927년까지 강원도 강릉군 속(屬), 1929년부터 1933년까지 강원도 내무부 지방과 속(屬)으로 근무했고 1933년부터 1944년까지 강원도 울진군수(1933년 7월 5일 ~ 1936년 5월 20일)와 평강군수(1936년 5월 21일 ~ 1939년 3월 24일), 삼척군수(1939년 3월 25일 ~ 1942년 3월 23일), 원주군수(1942년 3월 24일 ~ 1944년 3월 13일)를 차례로 역임했다.
강원도 평강군수와 삼척군수 재직 시절 군수품 공출, 군인 및 유가족에 대한 후원 및 위문, 군부, 마필, 자동차 징발, 국방사상 보급 및 선전, 국방헌금 및 애국기 헌납자금 모집, 국채 소화 및 저축 장려에 관한 업무를 수행했으며 1940년 4월 29일 중일 전쟁에 협력한 공로를 인정받아 일본 정부로부터 훈6등 단광욱일장을 받았다. 1940년 2월 16일 일본 정부로부터 훈6등 서보장을 받았고 1940년 8월 15일 고등관 4등, 1943년 3월 31일 종6위에 각각 서위되었다. 광복 이후인 1950년대에 강원도 강릉군 주문진읍장을 역임했다.
민족문제연구소의 친일인명사전 수록자 명단의 관료 부문, 친일반민족행위진상규명위원회가 발표한 친일반민족행위 705인 명단에 포함되었다.

## 참고자료
- 친일반민족행위진상규명위원회 (2009). 〈최형직 (崔炯稷)〉. 《친일반민족행위진상규명 보고서 Ⅳ-18》. 서울. 548~555쪽.